# Diocesi di Puppi
La diocesi di Puppi (in latino: Dioecesis Puppitana) è una sede soppressa e sede titolare della Chiesa cattolica.

## Storia
Puppi, l'antica città di Pupput corrispondente alla moderna Souk-El-Abiodh a sud di Hammamet in Tunisia, è un'antica sede episcopale della provincia romana dell'Africa Proconsolare, suffraganea dell'arcidiocesi di Cartagine.
Sono sei i vescovi documentati di Puppi. Alla conferenza di Cartagine del 411, che vide riuniti assieme i vescovi cattolici e donatisti dell'Africa romana, presero parte il cattolico Pannonio e il donatista Vittoriano. Aurelio fu tra i padri del concilio di Calcedonia del 451. Pastinato partecipò al sinodo riunito a Cartagine dal re vandalo Unerico nel 484, in seguito al quale venne esiliato. Fortunato e Guloso infine intervennero rispettivamente al concilio cartaginese del 525 e a quello antimonotelita del 646.
Dal 1933 Puppi è annoverata tra le sedi vescovili titolari della Chiesa cattolica; la sede è vacante dal 15 agosto 2025.

## Cronotassi

### Vescovi
- Pannonio † (menzionato nel 411)
  - Vittoriano † (menzionato nel 411) (vescovo donatista)
- Aurelio † (menzionato nel 451)
- Pastinato † (menzionato nel 484)
- Fortunato † (menzionato nel 525)
- Guloso † (menzionato nel 646)

### Vescovi titolari
- Miguel Ángel Alemán Eslava, S.D.B. † (8 aprile 1968 - 5 aprile 1975 nominato vescovo di Río Gallegos)
- André Nguyễn Văn Nam † (6 giugno 1975 - 24 febbraio 1989 succeduto vescovo di Mỹ Tho)
- Péter Erdő (5 novembre 1999 - 7 dicembre 2002 nominato arcivescovo di Esztergom-Budapest)
- John Hsane Hgyi † (25 gennaio 2003 - 15 maggio 2003 nominato vescovo di Pathein)
- Giuseppe Negri, P.I.M.E. (14 dicembre 2005 - 18 febbraio 2009 nominato vescovo di Blumenau)
- Montfort Stima (25 gennaio 2010 - 6 dicembre 2013 nominato vescovo di Mangochi)
- Timothy Yu Gyoung-chon † (30 dicembre 2013 - 15 agosto 2025 deceduto)